# Vila Nova FC
Vila Nova Futebol Clube är en fotbollsklubb från Goiânia i delstaten Goiás i Brasilien. Klubben grundades den 29 juli 1943  och har smeknamnet "Tigrarna" ("Tigrão"). Klubben har vunnit ett nationellt mästerskap, nämligen den tredje högsta divisionen, Campeonato Brasileiro Série C, vilket de gjorde 1996 och detta utan att förlora en enda match. De har därutöver vunnit Campeonato Goiano vid 15 tillfällen. Klubben spelar sina hemmamatcher dels på Estádio Onésio Brasileiro Alvarenga, oftast förkortad Estádio OBA, som tar 8000 personer vid fullsatt samt på Estádio Serra Dourada som tar strax över 50 000 åskådare vid fullsatt.

## Historia
Klubben grundades 1943 som Vila Nova Futebol Clube, men döptes om till Operário tre år senare och Araguaia 1949. 1950 blev klubben Fênix Futebol Clube, tills den slutligen återgick till namnet Vila Nova FC 1955.
1961 vann Vila Nova det första delstatsmästerskapet i Goiás. Vila Nova-spelaren Gibrair blev bäste målskytt med tio mål. 1977 gick klubben in i den nationella första divisionen för första gången och spelade för det brasilianska mästerskapet. På order av den brasilianska militärregeringen utökades deltagarfältet från 54 föregående år till totalt 62 lag, vilket gav klubben en startplats i Copa Brasil 1977. I den totala rankingen slutade klubben på plats 59 av 62 deltagare.